# Великолуцкая провинция
Великолу́цкая прови́нция — одна из провинций Российской империи. Центр — город Великие Луки.

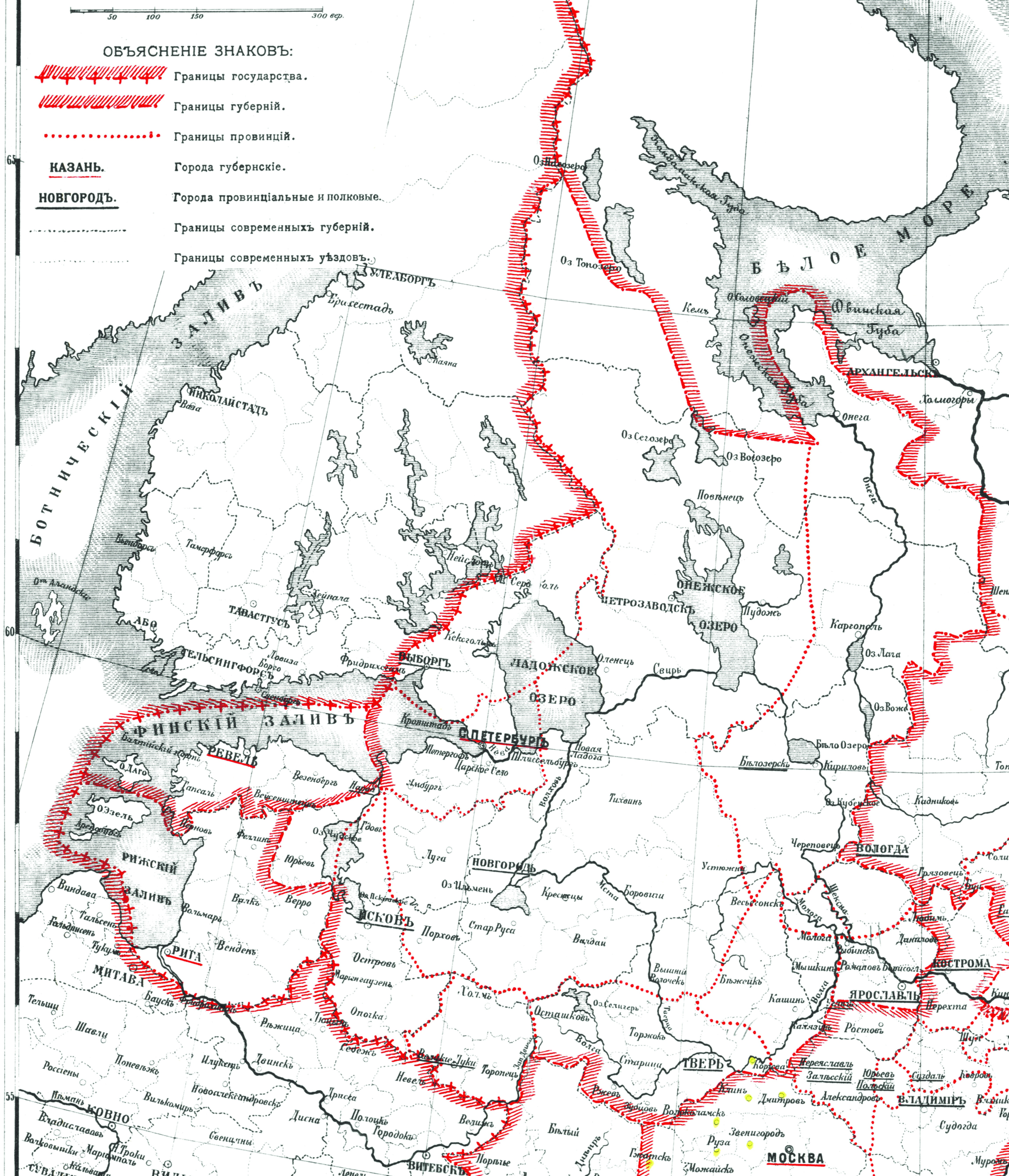
Провинция на карте Санкт-Петербургской губернии в границах 1720-х годов

Великолуцкая провинция была образована в составе Санкт-Петербургской губернии по указу Петра I «Об устройстве губерний и об определении в оныя правителей» в 1719 году. В состав провинции были включены города Великие Луки, Торопец и Холм. По ревизии 1710 года в провинции насчитывалось 7,4 тыс. крестьянских дворов.
В 1727 году Великолуцкая провинция была включена в состав новой Новгородской губернии, а в 1772 году отошла от неё к новой Псковской губернии.
В ноябре 1775 года деление губерний на провинции было отменено.